# 13433 Phelps
13433 Phelps eller 1999 VP52 är en asteroid i huvudbältet som upptäcktes den 4 november 1999 av LINEAR i Socorro County, New Mexico. Den är uppkallad efter Kels Gordon Phelps.